# Mark Schlott
Mark Schlott, né le 25 mai 1985 à Rodewisch, est un coureur du combiné nordique allemand.

## Biographie
Actif dans les courses FIS à partir de 2002, il entre dans l'équipe nationale en 2005, avec qui il dispute la Coupe du monde B, y gagnant deux épreuves en 2008.
Dans la Coupe du monde, il fait ses débuts en décembre à Oberhof et marque ses premiers points une semaine plus tard à Schonach (8e). Il parvient seulement à marquer des points cet hiver.
En 2011-2012, il court sa dernière saison au niveau international, y remportant trois manches de la Coupe continentale.

## Palmarès

### Coupe du monde
- Meilleur classement général : 42e en 2010.
- Meilleur résultat individuel : 8e.

#### Différents classements en Coupe du monde
| Année     | Classement général final |
| --------- | ------------------------ |
| 2009-2010 | 42e                      |

### Coupe continentale
- 2e de la Coupe du monde B en 2008.
- 5 victoires.